# Deepest Purple: The Very Best of Deep Purple
Deepest Purple: The Very Best of Deep Purple è una compilation della band inglese Deep Purple uscito nel 1980.

## Tracce
1. Black Night – 3:28
2. Speed King – 5:05
3. Fireball – 3:25
4. Strange Kind of Woman – 3:52
5. Child in Time – 10:20
6. Woman From Tokyo – 5:51
7. Highway Star – 6:07
8. Space Truckin' – 4:33
9. Burn – 6:02
10. Stormbringer – 4:06
11. Demon's Eye – 5:22
12. Smoke on the Water – 5:40